# Associação Atlética Mackenzie College
La Associação Atlética Mackenzie College è stata una società calcistica brasiliana di San Paolo del Brasile, fondata il 18 agosto 1898.

## Storia
La società fu fondata da un gruppo di studenti del college, tra i quali era presente Belfort Duarte. Più avanti, nel 1901, il club partecipò alla formazione della Liga Paulista de Futebol, prendendo dunque parte alla prima edizione del Campionato Paulista l'anno successivo. Di tale competizione il Mackenzie giocò la prima partita in assoluto, il 3 maggio 1902 contro lo Sport Club Germânia. La compagine disputò i prime cinque campionati, per poi tornare nel 1912; rimase fino al 1919 in massima serie, e nel 1920 si fuse con la Portuguesa per creare la Mack-Port. Allo scioglimento di quest'ultima società, nel 1923, il Mackenzie non tornò in attività.

## Palmarès

### Altri piazzamenti
- Campionato paulista:

Segundo posto: 1915
Terzo posto: 1902, 1903